# Хейло, Сольвейг
Сольвейг Хейло (норв. Solveig Heilo; род. 24 декабря 1981, Берум, Норвегия) — норвежский композитор, художница, музыкант-мультиинструменталист, музыкальный продюсер, аранжировщик, дизайнер и художник по костюмам. Известна как одна из участниц группы Katzenjammer.
Сольвейг работает в различных жанрах, таких как фолк, рок, поп, блюграсс, классика, блюз, соул, кантри, клезмер и электронная музыка. Её основные инструменты — барабаны, труба, бас-гитара, гитара, перкуссия, домра, банджо, балалайка-контрабас, флейта, аккордеон, фортепиано, гармошка, мандолина и другие.

## Детство
Сольвейг выросла в Беруме, Норвегия. С ранних лет она проявляла большие способности к музыке, и запела раньше, чем научилась говорить. Писала музыку со своими братьями Kristan Heilo, и Øyvind Heilo.
Отец Арне Хейло, доктор медицины, научил своих детей играть на фортепиано, а мать Бенте Хейло пела с ними каждый день. Сольвейг проявляла мало интереса к нотам, но с помощью хорошей памяти на звуки она быстро могла сыграть что-нибудь на слух.
В 7 лет Сольвейг начала играть на ударных в оркестре, в музыкальной школе Haslum Skoles Jentekorps, и сразу же показала способности и умение понимать музыку. В возрасте 12 лет Сольвейг приняла участие в качестве барабанщика в эстафете Олимпийского огня для зимних Олимпийских игр 1994 в Лиллехаммере, вместе с группой перкуссионистов, старше её на десять лет, из норвежской академии музыки.

## Образование

### Музыка
В 1998—2000 гг. Сольвейг ходила в музыкальное отделение старшей средней школы деревни Руд (Rud Videregående skole) в муниципалитете Берум, где она познакомилась с Марианной Свеен, через несколько лет ставшей участницей группы Katzenjammer.
Путешествовала по миру, закончив свой вояж в США, в штате Коннектикут и какое-то время играла там в Норуолкском симфоническом оркестре в качестве перкуссиониста.
Затем переехала в Осло и училась сочинению музыки и её профессиональной обработке в Северном институте сцены и студии (Nordic Institute of Stage and Studio) в Осло (2003—2005), там, где она вместе со своими компаньонами Анне Марит Бергхейм и Турид Йоргенсен основала группу Katzenjammer. В составе этого коллектива она стала играть на гитаре и других инструментах, таких как банджо, аккордеон, мандолина, укулеле, бас-гитара, домра и балалайка-контрабас, а также дебютировала в качестве певицы.
Институт Сольвейг закончила на отлично, получив звание студента года.

### Другое
С 2000 по 2001 г. училась фотографии и театральному искусству в народной средней школе норвежской провинции Бускеруд.

## Работа

### Фриланс
После окончания Северного института сцены и студии Сольвейг работала в качестве внештатного музыканта с несколькими деятелями искусства, например с Бертиной Зетлиц (Bertine Zetlitz) над музыкальным видео-проектом Также она приняла участие в записи альбома Diggin Deep (2006) Ганса Петера Гундерсена.
В 2005 году она основала студию звукозаписи Propeller Recordings.
Сольвейг также написала музыку для Норвежской Вещательной Корпорации, где она выступила как композитор, копирайтер, аранжировщик, продюсер, техник, вокалист и музыкант.
В 2013 году Национальная Арена Холменколлене и ассоциация по развитию лыжного спорта объявила конкурс пения среди известных норвежских групп и композиторов. Они искали новую официальную песню, и ряд известных норвежских групп и композиторов представили свои песни. Вместе с Терье Боргов Сольвейг написала песню и победила в конкурсе Kollenbrølet (2013). В настоящее время их композиция является официальной песней Холменколлене.
В 2012 и 2013 годах работала как композитор, аранжировщик, музыкант, музыкальный продюсер, техник, дизайнер и актёр на Worsøe theatre production Stilleben.

### Группа Katzenjammer

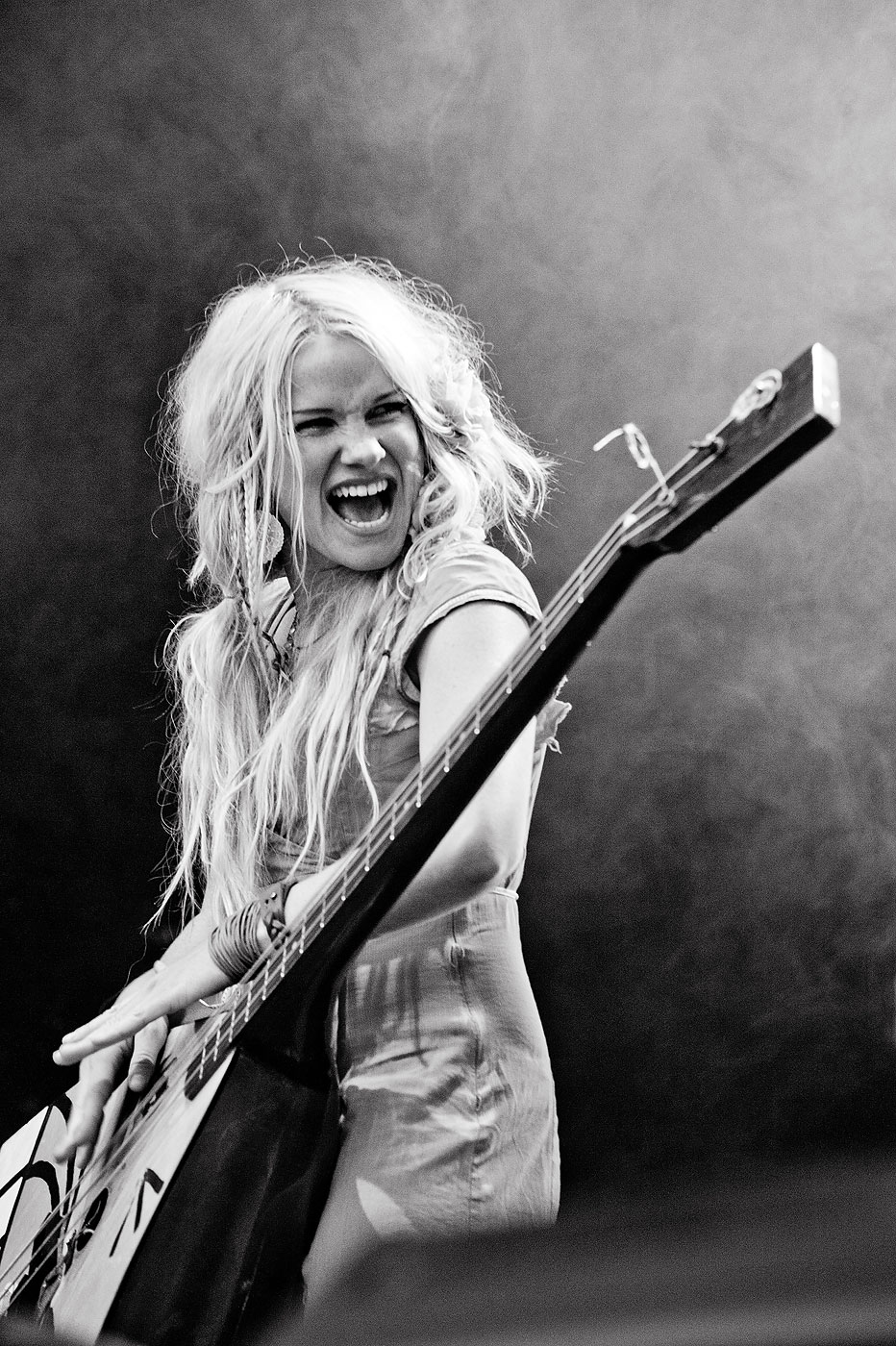
Сольвейг Хейло c балалайкой-контрабасом «Akerø»

Сольвейг занимает центральное место в группе Katzenjammer, являясь сопродюсером в их первом и третьем альбомах.
Она была соавтором синглов Katzenjammer Rock Paper Scissors и I Will Dance с альбома A Kiss Before You Go (2011), и написала два сингла My Dear и Shine Like Neon Rays для альбома Rockland (2015).
Сольвейг также выполнила все вокальные аранжировки для Katzenjammer The Pogues Fairytale of New York, где выступил Тормод Tvete Вик.
Она также является единственным аранжировщиком песен Katzenjammer , When You Wish Upon a Star, God Rest Ye Merry Gentlemen и White Christmas.
Гастроли, включая уход за многочисленными инструментами, необходимыми для выступлений, составляют основную часть работы Сольвейг и других участников группы. Они давали до 170 концертов в год: в Европе, Америке и Австралии

### Художественные работы
Сольвейг полностью оформила первый альбом группы Katzenjammer Le Pop (2008) вместе со своей сестрой Кайей Хейло и французской художницей Сандрин Панью (Sandrine Pagnoux). Также участвовала в оформлении второго альбома A Kiss Before You Go (2011) вместе с Матиасом Фоссумом и норвежской студией Heydays, и полностью ответственна за все художественные произведения третьего альбома Katzenjammer Rockland (2015). Сольвейг также выполнила часть обложки Katzenjammers для своей линии товаров, таких как футболки, плакаты, сценические конструкции, контрабас-балалайка Akerø.
В течение двенадцати лет Сольвейг разрабатывала собственную одежду, и в основном все сценические наряды Katzenjammer из её собственной коллекции высокой моды.

### Другие проекты
У Сольвейг есть сторонний проект с Онни Вильгельмсен и Ханне Мари Карлсен, где трио поёт различные песни Вильгельмсена и Сольвейг, а для аккомпанемента задействует до 14 музыкальных инструментов.
Сольвейг играла на барабанах и пела в сольном проекте с Магнусом Гроннебергом (Magnus Grønneberg) и его дочерью Анной Марией. В 2015 году она приняла участие (вокал) в записи альбома Til det blir dag (2015) норвежской рок-группы CC Cowboys' из Фредрикстада. Работала ещё над одним проектом с каталанским композитором Эндрю Джейкобом, где они оба являются продюсерами и музыкантами.
Начала новый сольный проект под названием SOL. Жанр эклектичен, но тем не менее более цельный, чем у Katzenjammer, поскольку Сольвейг является основным автором песен.